# Hiệp sĩ Đền Thánh

Chữ thập của dòng Đền

Các Chiến hữu Nghèo của Chúa Kitô và Đền Solomon (tiếng Latinh: paupers commilitones Christi Templique Solomonici), thường được gọi tắt là Hiệp sĩ dòng Thánh, Hiệp sĩ dòng Đền hay Hiệp sĩ Đền Thánh, là một trong những giáo binh đoàn Kitô giáo nổi tiếng nhất của ngày xưa. Được thành lập từ sau cuộc thập tự chinh thứ nhất năm 1096 để bảo vệ người Âu Châu đi hành hương tới Jerusalem sau khi thành phố này bị xâm chiếm, dòng tu này tồn tại khoảng 2 thế kỷ trong thời Trung cổ.
Hiệp sĩ dòng Đền là một dòng tu đặc biệt bởi vì họ đồng thời vừa là thầy tu vừa là chiến sĩ, trở thành một trong những nhóm "thầy tu chiến sĩ" sớm nhất ở Tây Phương. Thành viên của dòng tu này đã đóng vai quan trọng trong nhiều trận đánh của các cuộc thập tự chinh, cơ sở hạ tầng của dòng tu đã cải tiến nhiều kỹ thuật về tài chính có thể được coi là nền tảng của ngành ngân hàng hiện đại. Thành viên và quyền lực của dòng tu gia tăng khắp châu Âu cho đến khi có mâu thuẫn với vua Philippe IV của Pháp và bị cưỡng bức phải giải tán đột ngột vào đầu thế kỷ 14.
Dòng Đền (khoảng 1120 đến khoảng 1312) là dòng tu hiệp sĩ thứ hai sau Dòng tu Thánh Gioan được thành lập trong các cuộc thập tự chinh. Tên "Đoàn hiệp sĩ nghèo của Chúa Kitô và Đền Solomon" có liên quan đến việc vua Baldwin II của Jerusalem đã mời dòng tu ngụ trong một tòa lâu đài của ông, Đền thờ Al-Aqsa trên Núi Đền tại Jerusalem, được xây dựng trên nền của đền thờ của Vua Solomon.

## Lịch sử
Sự kiện trong những năm đầu tiên của dòng Đền chưa được lịch sử xác định rõ rệt. Nguồn quan trọng nhất về những sự việc này là bản tường thuật của Tổng Giám mục Wilhelm von Tyros. Thế nhưng Wilhelm sinh ra đời vào khoảng năm 1130 và vì thế không phải là nhân chứng hay người sống đương thời. Các mô tả khác có nguồn gốc từ Jacques của Vitry (Giám mục của Acre (hay Akko) trong thế kỷ 13).

### Thành lập

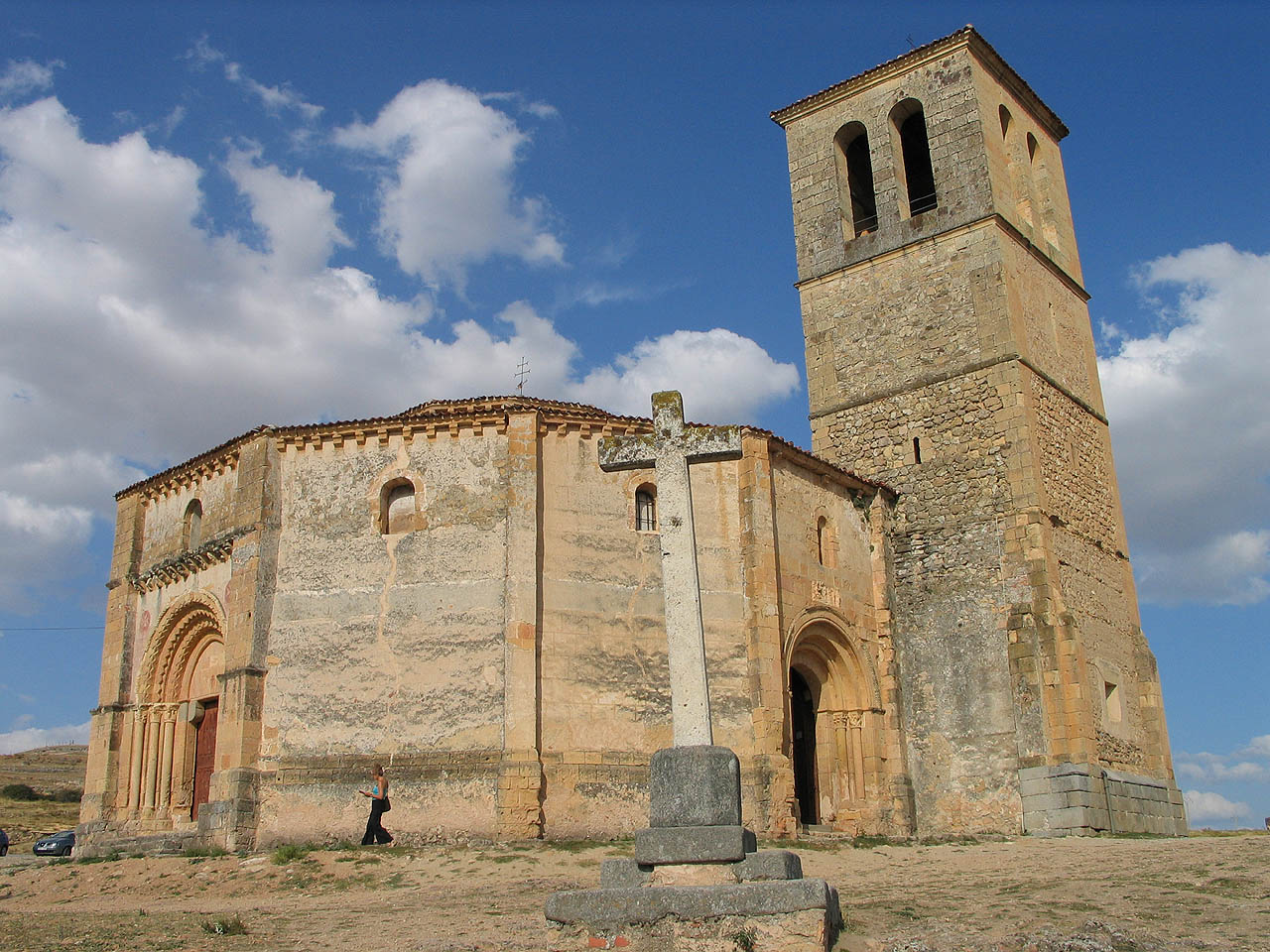
Vera Cruz, nguyên là nhà thờ của dòng tu tại Segovia

Năm 1119 tại Jerusalem, một hiệp sĩ vùng Champagne tên Hughues de Payns cùng vài hiệp sĩ Pháp khác đã cùng Godfrey xứ Bouillon đứng ra thành lập dòng Đền. Lúc đầu họ lấy tên là Đoàn hiệp sĩ nghèo của Đức Ki-tô, áp dụng giáo điều của thánh Augustine đồng thời gia nhập lực lượng cảnh binh để giúp đỡ và bảo vệ những người hành hương đến Jerusalem. Vua Jerusalem là Baldwin II cho họ cư ngụ ngay sát đền thờ của Vua Solomon cũ.
Trong thời gian này Jerusalem là một điểm thu hút cho những người hành hương và mạo hiểm từ châu Âu. Ngay sau cuộc Thập tự chinh lần thứ nhất, đường biển đã thông suốt. Thế nhưng những đường bộ từ bờ biển vào sâu trong đất liền vẫn còn rất không an toàn. Số lượng đông đảo những người hành hương trong các vùng đồi núi của đoạn đường từ Tel Aviv qua Ramehleh đến Jerusalem đã thu hút nhiều kẻ cướp giật. Phần lớn đạo quân hiệp sĩ thập tự chinh đã quay trở về châu Âu, vì thế mà gần như không còn ai bảo vệ chống lại cướp giật. Có thể chính vì thế mà Hugo của Payens, Gottfried của Saint-Omer và 7 người hiệp sĩ người Pháp nữa đã thành lập một dòng tu với nhiệm vụ bảo vệ những người hành hương đạo Thiên Chúa trên các con đường của đất thánh. Các hiệp sĩ đã tuyên thệ một lời thề của dòng tu trước giáo trưởng của Jerusalem. Bên cạnh các lời thề nguyền "cổ điển" về nghèo, trong sạch và phục tùng, các thành viên của dòng tu còn nhận nhiệm vụ bảo vệ những người hành hương.
Những thành viên thành lập khác ngoài Hugo của Payens và Gottfried của Saint-Omer là Andreas của Montbard (chú bác của Bernhard của Clairvaux), Gundomar, Gudfried, Roland, Payen của Montdidier, Gottfried Bisol và Archibald của Saint Amand. Vào năm 1119, vị vua mới của Jerusalem, Baldwin II, nhượng cho các hiệp sĩ dòng Đền dinh thự của ông, được cho là xây dựng trên đất của Đền Thờ của Vua Solomon cũ. Ông tự chuyển về một dinh thự mới được xây gần Tháp David. Từ đấy dòng tu tự xưng là Pauperes commilitones Christi templique Salomonici Hierosalemitanis (Chiến hữu nghèo của Chúa Kitô và Đền Solomon tại Jerusalem), từ đấy mà dẫn xuất các tên gọi thông dụng ngày nay (knights templar trong tiếng Anh, Ordre du Temple trong tiếng Pháp hay Templer trong tiếng Đức).
Trong năm 1125 dòng Đền trải qua lần hưng thịnh đầu tiên khi Bá tước Hugo của Champagne gia nhập dòng tu, một người bạn của tu viện trưởng Bernhard của Clairvaux. Bernhard là một trong những tu sĩ quan trọng nhất trong thời của ông. Sau những nghi ngại ban đầu, từ năm 1129 ông đã ủng hộ cực lực dòng Đền và cuộc Thập tự chinh lần thứ hai.
Năm 1127 Hugo của Payens cùng 5 thành viên thành lập khác trở về châu Âu để tìm thành viên mới cho dòng tu. Thêm nữa, từ ý tưởng hợp nhất hiệp sĩ và thầy tu đã nảy sinh ra nhiều câu hỏi được tranh cãi mà những người hiệp sĩ dòng Đền muốn trình bày lên các vị lãnh đạo về tư tưởng của Thiên Chúa giáo. Trong thời gian này tại Jerusalem hẳn đã phải có rất nhiều thành viên của dòng tu vì ngay từ 1129 việc xây dựng mở rộng đền thờ Hồi giáo Al Aqsa trở thành thành trì và trụ sở của hiệp sĩ dòng Đền đã hoàn thành. Việc này rất khó được tiến hành chỉ bởi 4 thành viên còn lại ở Jerusalem.
Từ năm 1127 ngày càng có nhiều đất đai được tặng cho dòng tu, đặc biệt là ở Pháp nhưng cũng ở Anh, Tây Ban Nha, Bồ Đào Nha và Ý. Một phần không nhỏ của các trao tặng này xuất phát từ ảnh hưởng của Bernhard của Clairvaux, tu viện trưởng của nhà tu tại Clairvaux.
Trong tháng 1 năm 1128 hay 1129 đã có một hội nghị tại Troyes. Theo lời mở đầu của điều luật dòng tu, những người tham dự hội nghị này bao gồm hồng y giáo chủ Matthias của Albano, một vài Tổng Giám mục, các trưởng tu viện Hugo của Mâcon từ Pontigny, Berhard của Clairvaux, Etienne Harding của Cîteaux cũng như là nhiều giáo sĩ và người dân thường khác; trong số những hiệp sĩ dòng Đền có Hugo của Payens, Andreas của Montbard và có thể là nhiều thành viên dòng tu khác đã tham dự cuộc gặp gỡ này. Điều luật của dòng tu được ghi lại thành văn kiện. Chúng mang dấu ấn của Augustinus của Hippo, thế nhưng ảnh hưởng của dòng tu xitô (tiếng La tinh: Ordo Cisterciensis) cũng được nhận thấy, đối với một số người thì điều đấy có nghĩa là Berhard đã tham gia vào việc thành lập các điều luật này. Đi cùng với số lượng lớn người gia nhập là tăng trưởng thu nhập từ tiền quyên góp. Trong Đất Thánh, Baghras, Roche Roussel và Darbsak thuộc vào trong số những sở hữu lâu đời nhất của hiệp sĩ dòng Đền. Các thành viên bị buộc tuân thủ một giáo luật khắt khe: thành viên của dòng tu phải là các hiệp sĩ xuất thân quý tộc, các thầy dòng, linh mục và giáo sĩ
Vào ngày 29 tháng 3 năm 1139 tổ chức của hiệp sĩ dòng Đền một lần nữa được Giáo hoàng Innocent II công nhận thông qua Sắc lệnh vàng Omne datum Optimum và đặt dòng tu này trực tiếp dưới Giáo hoàng. Vì thế những người thống trị ngoài đạo gần như không được phép đụng chạm đến dòng tu. Dòng tu không những không phải đóng thuế cho vua chúa hay Giáo hội mà còn có quyền tự thu thuế. Ngoài ra họ còn cho mượn tiền lấy lãi (điều thật ra là bị cấm, nhưng lại được im lặng chấp nhận). Hiệp sĩ dòng Đền bắt đầu tập trung ngày càng nhiều vào việc kinh doanh này. Chính Hiệp sĩ Dòng Đền là những ông tổ đã khai sinh ra nghề Ngân Hàng. Những ngân hàng đầu tiên tại châu Âu được họ lập ra và phát triển đến khi họ bị giải tán vào năm 1312.

### Hoạt động của dòng Đền
Lần ra quân đầu tiên của dòng Đền vào dịp bao vây Damascus trong năm 1129 đã thảm bại hoàn toàn. Rất nhiều – nếu không là phần lớn – hiệp sĩ dòng Đền đã hy sinh. Thế nhưng đội ngũ lại được bổ sung và các hiệp sĩ dòng Đền lại tiếp tục tham gia các cuộc chinh chiến cho đến khi Outremer sụp đổ vào năm 1291. Cũng như các dòng tu khác, hiệp sĩ dòng Đền phụ thuộc vào Vương quốc Jerusalem và trở thành một thế lực chính trị độc lập.
Sau khi Acre, thủ đô Kitô giáo của Outremer, thất thủ vào ngày 18 tháng 5 năm 1291, đền thờ ở đấy vẫn còn được bảo vệ cho đến 10 ngày sau đó, mãi đến khi lực lượng bị hao mòn tổn thất và cuối cùng bị tấn công đánh chiếm bởi các đạo quân của vua Hồi giáo. Các hiệp sĩ dòng Đền rút lui và bỏ rơi hai thành trì cuối cùng trên đất liền, hai pháo đài Tortosa và Athlit trong tháng 8. Hòn đảo không có nước ngọt nằm trước Tortosa, đảo Arwad, vẫn do các hiệp sĩ dòng Đền chiếm giữ cho đến năm 1303.
Hiệp sĩ dòng Đền không chỉ đi chinh chiến: thu nhập từ các cơ sở ở châu Âu phải được chuyển đến Outremer, quốc gia La tinh trong Đất Thánh. Việc lưu chuyển này đã tạo cơ sở cho các hoạt động tài chính của dòng Đền. Lúc đầu các cơ sở của dòng Đền ở phương Đông chỉ là kho bạc và thường chỉ là nơi chứa báu vật, nhưng ngay từ năm 1135 các hoạt động đảm bảo cho vay đầu tiên đã được tiến hành. Vào khoảng cuối thế kỷ 12, việc cho vay tiền trở thành hoạt động kinh doanh chính thức của dòng Đền. Tiếng tăm về tài chính của dòng Đền lên cao đến mức ngay cả những người theo đạo Hồi cũng đến vay mượn. Các hiệp sĩ dòng Đền nghĩ ra một hình thức riêng của tín thư cho vay, tiền thân của tiền giấy ngày nay, cũng như nhiều kỹ thuật tiến bộ trong kế toán.
Vào khoảng 15.000 thành viên của dòng tu đã quản lý khoảng 9.000 dinh cơ là sở hữu của dòng Đền nằm rải rác trên khắp châu Âu. Thuộc vào những sở hữu được biết đến nhiều nhất là khu đất Tempelhove ở Berlin và hai "trụ sở chính": Temple ở Paris và Temple Church ở Luân Đôn. Làng Tempehove ngày nay được biết đến dưới tên Berlin-Tempelhof. Phần duy nhất còn lại của làng dòng Đền ngày xưa, nghĩa trang trong Công viên Cũ (Alter Park), vẫn còn tồn tại mặc dù nhà thờ của làng đã bị phá hủy trong Chiến tranh thế giới thứ hai.

## Tổ chức
Tổ chức nội bộ của dòng tu mang định hướng đẳng cấp xã hội. Tuy là lúc đầu tất cả những người tự do đều có thể gia nhập dòng tu nhưng một hệ thống cấp bậc đã hình thành nhanh chóng sau đó:
1. Hiệp sĩ (knight, chevalier, Ritter ) thường xuất thân từ giới quý tộc, họ là những người duy nhất được mang áo choàng màu trắng trên áo thầy tu trắng, ngoài ra được phép có ba con ngựa, những người có chức sắc được phép có 4 ngựa.
2. Hạ sĩ quan (Sarjanz de mestier) tức những người phục vụ trong cùng dòng tu được chia thành những người được vũ trang, chiến đấu như kỵ binh nhẹ và người lao động, làm những việc cần thiết như rèn, làm yên ngựa, công việc đồng áng.
3. Giáo sĩ là thầy tu của dòng đền lo việc hành lễ nhà thờ và nghe xưng tội.
4. Người hầu mang áo choàng màu nâu và hỗ trợ các hiệp sĩ trong trận.

Trong các cơ sở ở phương Đông và Tây Ban Nha, giáo sĩ và các người đồng giáo chiến đấu có nhiều hơn trong khi tại các cơ sở của dòng Đền trong phương Tây lại rất ít. Thêm vào đó có thể là thành viên dưới nhiều hình thức khác:
1. Milites ad terminum là những hiệp sĩ chiến đấu được phân về cho dòng Đền trong một thời gian nhất định.
2. Turkopolen là lính đánh thuê phục vụ dòng Đền. Đấy là những người theo Kitô giáo từ vùng Đất Thánh, chiến đấu theo kiểu người Saracen (người Hồi giáo Ả Rập).
3. Fratres as sucurendum là những người bình thường, chỉ gia nhập dòng Đền lúc sắp chết (để linh hồn được giải thoát).
4. Donates tự hiến mình (và một phần tài sản của họ) cho dòng Đền. Việc hiến tặng này thường chỉ có hiệu lực vào lúc tuổi già.
5. Confratres là những người ủng hộ vật chất cho dòng Đền và đặc biệt là hưởng lợi từ uy tín của dòng Đền. Những người này cũng có thể là phụ nữ.

Người lãnh đạo tối cao của dòng Đền được bầu một cách dân chủ. Các đẳng cấp tiếp theo là:
- Tổng chỉ huy giám sát kho báu của dòng tu, giám sát việc phòng thủ
- Đại thống chế giám sát về vũ khí và quân sự
- Bác sĩ chịu trách nhiệm chăm sóc người bệnh
- Tiếp theo đó là những người chịu trách nhiệm về quân phục, hành chính và tài chính

## Biểu tượng dòng Đền
Các thánh giá của dòng Đền có vẻ mang một thông điệp nào đó: dòng này không có thánh giá duy nhất mà có nhiều thánh giá và các thánh giá này không liên quan đến phẩm trật của các chức sắc lẫn địa phương mà họ được bổ nhiệm. người ta thấy trên vai áo choàng của chức sắc dòng Đền những thánh giá có nguồn gốc từ thánh giá của người Celt với các nhánh bung ra như ngọn lửa, biểu tượng của thuật giả kim, và những thánh giá hình học có tám đầu nhọn, biểu tượng của sự nhập định. Các thánh giá có vẻ ám chỉ một phẩm trật theo trật tự bí ẩn nào đó.

## Lãnh đạo dòng Đền
1. Hugo của Payens (1118/19 - 24 tháng 5 1136)
2. Robert de Craon (tháng 6 năm 1136 - 13 tháng 1 1147)
3. Everard des Barres (tháng 1 năm 1147 - 25 tháng 11 1174, từ chức vào tháng 4/tháng 5 năm 1151, sau đó tu tại Clairvaux)
4. Bernard de Tromelai (tháng 6 năm 1151 - 16 tháng 8 1153)
5. André de Montbard (14 tháng 8 năm 1153 - 17 tháng 1 1156)
6. Bertrand de Blanquefort (tháng 10 năm 1156 - 2 tháng 1 1169)
7. Philippe de Milly hay de Naplouse (Nablus) (27 tháng 1 1169 - 3 tháng 4 1171, từ chức đầu năm 1171)
8. Eudes de Saint-Amand (tháng 4 năm 1171 - 19 tháng 10 1179)
9. Arnaud de Toroga (1179 - 30 tháng 9 1184)
10. Gérard de Ridefort (tháng 10 năm 1184 - 1 tháng 10 1189)
11. Robert de Sablé (cuối năm 1189 - 13 tháng 1 1193)
12. Gilbert Erail (tháng 2 1193 - 20 tháng 12 1200)
13. Philippe de Plessiez (đầu năm 1201 - 12 tháng 11 1209)
14. Guillaume de Chartres (1210 - 26 tháng 8 1218)
15. Pedro de Montaigu (1219-1232)
16. Armand de Périgord (1232 - 17/20 tháng 10 1244)
17. Richard de Bures (1244-1247)
18. Guillaume de Sonnac (1247 - 3 tháng 7 1250 (chết trong trận Mansurah)
19. Renaud de Vichiers (tháng 7 năm 1250 - 19 tháng 1 1252)
20. Thomas Bérard (tháng 2 năm 1252 - 25 tháng 3 1273)
21. Guillaume de Beaujeu (tháng 3 năm 1273 - 18 tháng 5 1291 (chết tại Acre, Israel)
22. Thibaud Gaudin (tháng 8 1291 - 16 tháng 4 1292)
23. Jacques de Molay (tháng 5 năm 1292 - 19 tháng 3 1314 tại Paris)

## Kết thúc

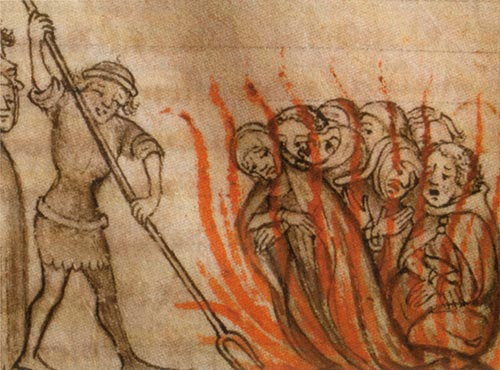
Người của dòng Đền bị kết án thiêu sống

Lý do kết thúc dòng Đền rất đa dạng. Về một mặt, giữa 1100 và 1300 cấu trúc của các vương quốc ngày càng vững chắc. Trước kia người ta đầu tiên là người Kitô giáo rồi mới là thần dân, thí dụ như là của vua Pháp, thì tương quan này dần dần bị đảo ngược lại. Các vị vua nhìn những dòng tu được tổ chức dưới quyền của Giáo hoàng với cặp mắt ngày càng nghi ngại, đặc biệt là vì các dòng tu quân đội chính là đạo quân lớn nhất và có nhiều kinh nghiệm chiến trường nhất. Khác với dòng Đền, hai dòng tu lớn còn lại đã biết cách phòng giữ các khu đất đai thuộc quyền của họ: Dòng tu thánh John hay là dòng Hiệp sĩ Cứu Tế (tiếng Anh: Order of St. John) trên Rhodos và Dòng tu Hiệp sĩ Đức trong vương quốc Phổ. Thêm vào đó, người dòng Đền đã từ chối đơn xin gia nhập của vua Philippe IV (Pháp).
Ngoài ra, sau khi Outremer thất thủ, nhiều vị quan đã bí mật khuyến cáo vua Pháp nên tổ chức một cuộc thập tự chinh. Một phần tiền cần thiết có thể thu được bằng cách tiêu diệt dòng Đền và tịch thu tài sản của họ. Do thiếu nợ rất nhiều mà ngoài những nơi khác cũng thiếu nợ dòng Đền, nên vua Philipp IV đã nghe theo lời khuyên này, nhưng lại không nghĩ đến cuộc thập tự chinh. Mặc dù vậy ngay đến vua Philippe IV cũng không thể nào tiến hành kế hoạch một cách quá lộ liễu: các luật sư đặc biệt nhấn mạnh đến việc tài sản bị tịch thu phải được dùng để giúp đỡ Kitô giáo trong Đất Thánh.
Năm 1305 các thành viên của dòng Đền cuối cùng bị kết án là "dị giáo" và kê gian. Trong thời gian này Giáo hoàng phụ thuộc vào vua Pháp, vì thế mà dòng tu có rất ít cơ hội. Philippe IV đưa việc này trở thành quốc sự. Nhà vua khéo léo tạo áp lực với Giáo hoàng Clemens V vốn xuất thân từ Pháp và đã chuyển nơi ngự trị về Avignon, đe dọa sẽ đưa người tiền nhiệm và đồng thời là người thầy của ông là Bonifatius VIII ra kiện tụng với lý do là Giáo hoàng có con riêng. Nhà vua cũng đe dọa sẽ chia cắt nhà thờ Pháp, nếu như Giáo hoàng không chấm dứt ủng hộ dòng Đền.
Cuối cùng, vào thứ sáu ngày 13 tháng 10 năm 1307, nhận được mật chỉ từ trước của Philippe IV và có sự cho phép của Giáo Hoàng, tất cả các cơ sở của Dòng Đền trên đất Pháp đều bị lính ập vào khám xét ngay khi gà vừa gáy sáng. Rất nhiều người không liên quan hay chỉ làm tạp vụ trong các cơ sở này cũng bị bắt tống ngục. Việc bắt bớ rất nhiều người và gần như cùng một lúc hoàn toàn bất ngờ đối với dòng Đền. Phía nhà vua khoe khoang là chỉ có 12 hiệp sĩ trốn thoát được, trong số đó chỉ có một chức sắc duy nhất của dòng Đền. Tại Paris có 138 người bị bắt giam. Một ủy ban Giáo hoàng vẫn còn đếm đến 546 người bị giam giữ tại Paris vào năm 1309. Nhà vua cùng Tòa án dị giáo lấy cung và tra tấn họ nhằm buộc họ phải nhận rằng họ đã gây ra nhiều tội ác. Vụ xét xử được bắt đầu từ năm 1307 đến năm 1314 mới kết thúc. Vì những điều bất thường của vụ án nên Giáo hoàng có lúc phản đối. Ngày 17/1/1307, Giáo hoàng yêu cầu đích thân xét xử, các bị cáo được giao lại cho ngài nhưng nhà vua lại can thiệp khiến việc điều tra lại được giao cho người của nhà vua. Năm 1309, cuộc điều tra tiếp tục, 36 tù nhân bị tra tấn đến chết. Tháng 5 năm 1310, 54 người bị đưa lên giàn hỏa. Vị đại giáo chủ Jacques de Molay đầu tiên nhận tội vì bị tra tấn nhưng sau đó lại phản cung. Vụ xét xử kéo dài 7 năm và kết thúc với án tử hình.
Dưới áp lực của vua Philipp IV, vào ngày 22 tháng 3 năm 1312 Giáo hoàng Clemens V giải tán dòng Đền trong cuộc Hội nghị tôn giáo Vienne (Pháp). Tháng 11 năm 1312, Đức Giáo hoàng giao vụ án cho 3 Đức Hồng y, ban xét xử này kết án các hiệp sĩ tù chung thân nếu họ chịu nhận tội. Nhưng giáo trưởng Jacques de Monlay và các chiến hữu quyết liệt phản đối nên họ bị đưa lên giàn hỏa thiêu vào tháng 3 năm 1314. Tài sản của dòng Đền được giao về cho Dòng tu Thánh Gioan sau khi trừ ra một số tiền án phí cao đáng kinh ngạc. Nhưng cũng có vài tài liệu cho rằng tài sản của họ đã biến mất  một cách bí ẩn
Ngày nay nơi mà Jacques de Molay bị đưa lên giàn hỏa là một hòn đảo trên sông Seine ở Paris, gần đó có cây cầu Pont Neuf nổi tiếng. Từ cây cầu có thể nhìn thấy rõ một tấm biển tưởng niệm cắm trên đảo: Tại địa điểm này, Jacques de Molay, vị đại Huynh trưởng cuối cùng của Hiệp sĩ Dòng Đền, bị thiêu vào ngày 18 tháng 3 năm 1314.De Molay được người ta nói rằng vẫn tỏ ra thách thức đến chết, ông yêu cầu được trói theo cách mà ông có thể vẫn quay mặt về phía Nhà thờ Đức Bà và tiếp tục giữ các bàn tay của theo tư thế cầu nguyện. Người ta kể rằng trên giàn hỏa đang bốc cháy, Molay liên tục nguyền rủa Giáo Hoàng Clemens V cùng Philippe IV và con cháu ông ta. Chả biết có phải lời nguyền linh ứng hay không mà cả vua Philipp IV và cả Giáo hoàng đều chết ngay sau đó. Philippe IV bị đột quỵ não trong một cuộc chuyến đi săn tại Pont-Sainte-Maxence (Rừng Halatte), và qua đời vài tuần sau đó, vào ngày 29 tháng 11 năm 1314, tại Fontainebleau, nơi ông được sinh ra., còn Giáo Hoàng Clemens V lại chết một cách đáng sợ: Theo một lời kể lại, đêm 20 tháng 4 năm 1314, trời chợt nổi cơn giông, một tia sét đánh bể cả mái ngói nhà thờ, trúng vào giường nằm của ông và phát cháy dữ dội, khi người ta dập được lửa thì Clemens V cũng… ra tro. Sau cái chết của Philippe IV, lần lượt ba người con trai của ông lên nối ngôi vua Pháp nhưng đều yểu mạng và … tuyệt tự (không có con trai nối dõi), đồng thời làm cho vua Anh có cái cớ để đòi quyền thừa kế ngai vàng nước Pháp, dẫn đến cuộc chiến tranh Trăm Năm nổi tiếng trong lịch sử.

## Dòng Đền sau khi bị giải tán
Mặc dù theo các nguồn thông tin chính thức gần như toàn bộ những người của dòng Đền ở Pháp đã bị bắt giam nhưng trên thực tế chỉ có rất ít án tử hình được thi hành và cũng chỉ ở Pháp. Thí dụ như ở Avignon, nguyên là nơi ngự trị của Giáo hoàng, không một bản án tử hình nào được thi hành. Ngoài vùng dưới quyền lực trực tiếp của vua Philipp IV chỉ một phần những người dòng Đền là bị truy nã, một phần lại được để yên ổn hoàn toàn. Thế nhưng vì mất đi giới tinh hoa lãnh đạo về tinh thần và kinh tế và mất đi trung tâm của dòng Đền tại Paris, quyền lực của dòng Đền bị bẻ gãy. Các hoạt động của họ chỉ còn mang tính địa phương hay trong một khu vực nhất định. Ở Kypros và những nơi khác, các chức sắc bị giam giữ cho đến chết, nhưng ở Tây Ban Nha rất nhiều người thuộc dòng Đền được tuyên bố tự do. Ngày nay, cũng từ một lá thư của Giáo hoàng, người ta biết rằng việc lên án toàn bộ dòng Đền là không có cơ sở. Chỉ có một vài cá nhân riêng lẻ là có phạm tội (chủ yếu là cho vay và cầm cố tài sản). Rất nhiều hiệp sĩ dòng Đền sống sót đã chạy trốn đến Scotland vì ở đấy mệnh lệnh của Giáo hoàng không được tuyên bố và vì thế dòng Đền vẫn tiếp tục tồn tại.
Năm 1319 vua Dionysiua ở Bồ Đào Nha thành lập Dòng tu đoàn hiệp sĩ Jesu Christi (Dòng tu Christi, tiếng Anh: Order of Christ). Tài sản của dòng Đền ở Bồ Đào Nha được chuyển giao qua dòng tu của những người "Hiệp sĩ Christi". Thêm nữa các hiệp sĩ của Dòng tu đoàn hiệp sĩ Jesu Christi phải sống theo điều lệ của dòng tu hiệp sĩ Calatrava. Vì việc thành lập đã được chuẩn bị trước từ nhiều năm nên dòng tu mới đã được Giáo hoàng công nhận. Rất nhiều hiệp sĩ dòng Đền trốn chạy vua Philippe IV đã được kết nạp. Bồ Đào Nha không tham gia vào việc truy nã dòng Đền vì điều này đi ngược lại lợi ích riêng. Từ đấy dòng Đền chỉ còn được nhắc đến trong lịch sử.

## Huyền thoại về dòng Đền
Chỉ từ thế kỷ 18, người ta mới bắt đầu lại quan tâm đến dòng Đền. Trong tiến trình "Phục Hưng dòng Đền", nhiều tổ chức khác nhau đã thành hình, tự xưng là "hiệp sĩ dòng Đền" hay khẳng định là họ có liên quan đến dòng Đền trong lịch sử. Các tổ chức dòng Đền tồn tại hiện nay có nhiều định hướng: từ Công giáo, qua hợp nhất Thiên Chúa giáo cho đến không có tôn giáo, từ thuần túy giải trí xã hội (tổ chức các cuộc thi đấu hiệp sĩ) qua Hội Tam Điểm cho đến
Dòng Đền "hiện đại" nổi tiếng nhất có lẽ là Ordo Templi Orientis (Dòng Đền phương Đông). Thế nhưng đáng tin cậy nhất có lẽ lại là "Dòng tu Hiệp sĩ của Đền thờ tại Jerusalem" – Ordo Spremus Militaris Templi Hierosolymitani (OSMTH) – thành lập vào năm 1705, được Napoléon Bonaparte công nhận là dòng tu vào năm 1705 và hiện nay có vào khoảng 5.000 thành viên với rất nhiều tổ chức được tách ra hay tu viện độc lập. Dòng tu không tự khẳng định là người kế thừa trực tiếp của dòng Đền mà chỉ kế thừa về mặt truyền thống. OSMTH là dòng Đền duy nhất được Liên Hợp Quốc công nhận là tổ chức giúp đỡ phi quốc gia ở địa vị tư vấn.
Liên quan đến dòng Đền có rất nhiều truyền thuyết hình thành chung quanh tác động, bí mật và kho báu của dòng Đền:
- Khởi xướng phong cách Gothic trong kiến trúc châu Âu và xây dựng các nhà thờ lớn theo kiểu Gothic
- Ly khai của Tu viện Sion
- Khám phá Bắc Mỹ: hạm đội dòng Đền dưới quyền chỉ huy của Henry Sinclair và người đi biển Antonio Zeno được cho là đã rời cảng đăng ký La Rochelle với những cánh buồm mang huy hiệu chữ thập của dòng Đền 90 năm sau khi dòng Đền chấm dứt, đi về hướng châu Mỹ. Nicolo Zeno, hậu duệ của Antonio Zeno, công bố một bản viết tay và một bản đồ của hành trình này vào năm 1558.
- Chiếm thuộc địa ở Nam Mỹ (kể cả việc khai thác bạc)
- Gìn giữ Chén Thánh
- Tìm thấy Hộp đựng pháp điển
- Tinh thông thuật giả kim nhờ vào Chén Thánh, biến bạc ở Nam Mỹ thành vàng.
- Chủ mưu của cuộc Cách mạng Pháp
- Tiếp tục tồn tại ở Scotland (vì tại đấy dòng Đền chưa từng bị giải tán công khai) và vì thế được cho rằng đã dẫn đến việc thành lập Hội Tam Điểm.